# Brongniartia pauciflora
Brongniartia pauciflora är en ärtväxtart som beskrevs av Per Axel Rydberg. Brongniartia pauciflora ingår i släktet Brongniartia och familjen ärtväxter. Inga underarter finns listade i Catalogue of Life.